# Czaple (powiat włocławski)
Czaple – wieś w Polsce położona w województwie kujawsko-pomorskim, w powiecie włocławskim, w gminie Lubień Kujawski.
W latach 1975–1998 miejscowość należała administracyjnie do województwa włocławskiego. Według Narodowego Spisu Powszechnego (III 2011 r.) liczyła 86 mieszkańców. Jest 31. co do wielkości miejscowością gminy Lubień Kujawski.
Według Narodowego Spisu Powszechnego Ludności i Mieszkań w 2002 roku we wsi Czaple były 34 gospodarstwa domowe. Wśród nich dominowały gospodarstwa zamieszkałe przez dwie osoby - takich gospodarstw było 11.